# Чингунжав
Чингунжав (Цэнгуньжаб; монг. Шадар ван Чингүнжав, 1710 год — 12 июня 1756) — один из двух предводителей антиманьчжурского восстания 1756—1757 годов во Внешней Монголии.

## Биография

### Ранние годы
Чингунжав родился в 1710 году на берегу озера Сангийн-Далай-Нур в хошуне Эрдэнэ-Дуурэгч-вана Дзасагту-ханского аймака (совр. сомон Бурэнтогтох аймака Хувсгел) в семье дзасаг-нойона этого хошуна Банди; принадлежал к народности хотогойтов. Чингунжав наследовал титул шадар-вана в 1738 году; сделал карьеру в маньчжурской армии.

### Контакты с Амурсаной
В течение маньчжуро-джунгарской войны 1755 года Чингунжав и Амурсана составили замысел антиманьчжурского восстания, намеченного на осень этого года, однако их начальники, узнав об этом, командировали Чингунжава в армию, действовавшую против Урянхая, а Амурсана под конвоем был отправлен Пекин. Начальник конвоя, старший брат Богдо-гэгэна II Дархан-Шидар-чинван Эринциндорж, Борджигин по крови, дал ему сбежать, за что был казнён в начале 1756 года по личному приказу императора. Это событие чрезвычайно удручающе подействовало на монгольскую знать.

### Восстание
В июне 1756 года Чингунжав ушёл из армии, вернулся на Хубсугул и начал собирать войска, послав уведомительное письмо цинскому императору Цяньлуну. Однако, несмотря на брожение в Халхе, военная помощь от остальных халхаских князей не спешила, и Чингунжаву на протяжении всего мятежа не приходилось командовать отрядом более 2 тыс. чел, в то время как империя выслала против него не только из Внешней, но из Внутренней Монголии. Ожидая ответа на свой призыв к халхаской знати, Чингунжав не смог составить плана войны, и, по приближении цинской армии, был вынужден отступить на север через Дархат, сталкиваясь с постоянным дезертирством своих войск. В конечном итоге, когда он был наконец схвачен близ Ван-Толгоя, с ним оставалось не более полусотни человек.

### Казнь

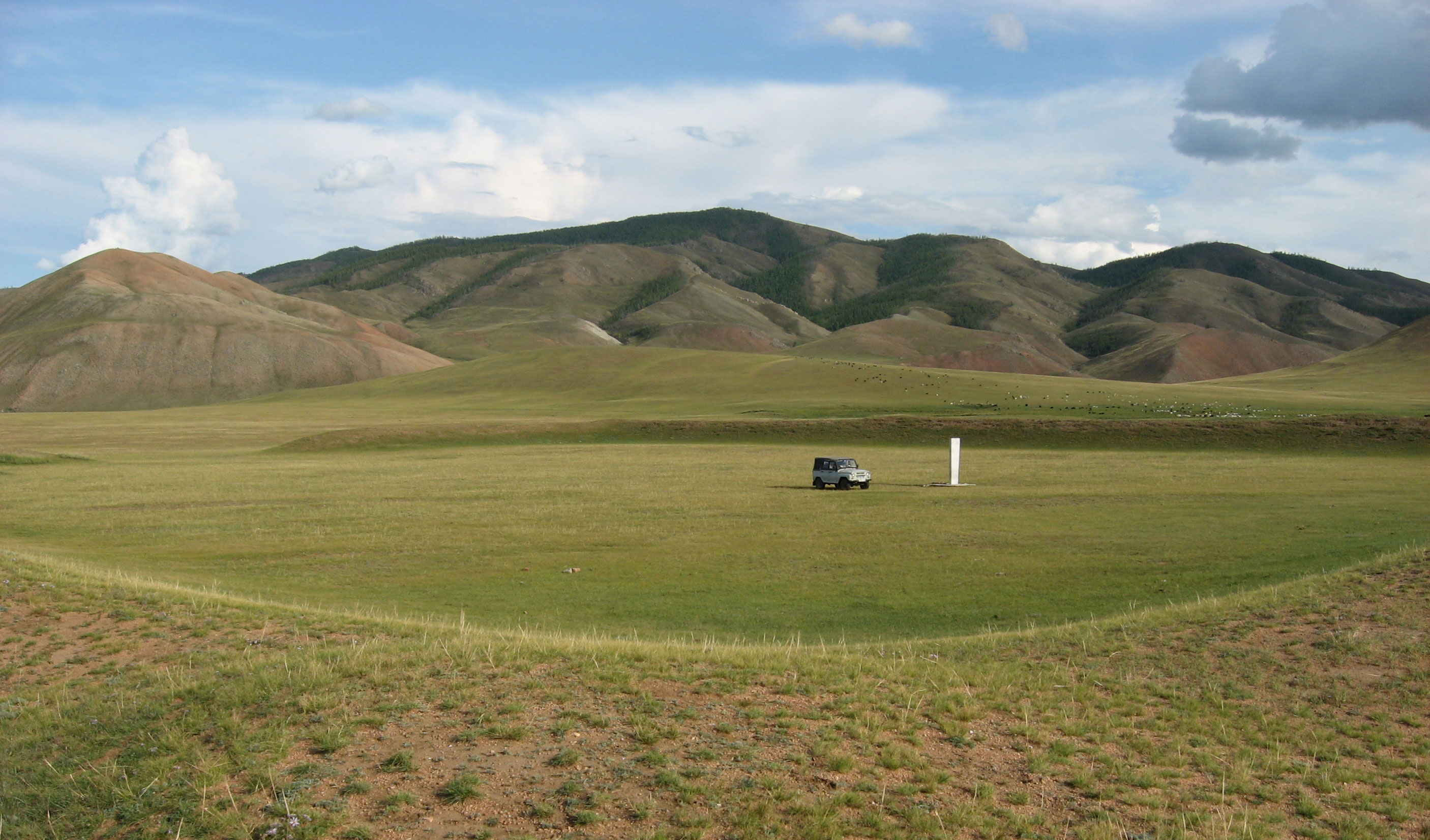
Развалины крепости, приписываемой Чингунжаву

Чингунжав вместе со всей своей семьёй был перевезён в Пекин и казнён 12 июня 1756 года. Империя послала во Внешнюю Монголию карательный отряд; все князья, заподозренные в симпатиях Чингунжаву, также были убиты. Богдо-гэгэн II умер в 1758 году; Тушэту-хан Жампилдорж — два года спустя. С другой стороны, были предприняты и умиротворяющие меры: так, долги монголов китайскому ростовщичеству были частично отменены, а частично — оплачены из императорской казны, чтобы нивелировать одну из причин недовольства монголов китайским правлением.

## Дань памяти
- В 1978 году на месте приписываемой ему крепости в Бурэнтогтохе в его честь был воздвигнут небольшой памятник.
- В 1992 году статуя Чингунжава была установлена в Мурэне.
- 27 июля 2010 года в празднование 300-летней годовщины со дня рождения Чингунжава в Мурэне при участии премьер-министра С. Батболда был открыт новый памятник — конная статуя работы скульптора А. Очирболда.[3]
- 26 ноября 2012 года в Улан-Баторе на проспекте Чингунжава был открыт памятник Чингунжаву — конная статуя работы скульптора О. Тэнгисболда.